# 图书馆信息学
圖書資訊學于20世纪70年代由图书馆学與两大领域合并而成。
一般来说，出版学、图书馆学、情报学、档案学、博物馆学和文献学在文献分类中同属于一个大类，但图书馆学、情报学、档案学和文献学的关系更加紧密，同属一个上位类，而出版学和博物馆学与之关系较远一些。
情报和訊息都是英文information的汉译，转译自日文。中国大陆目前一般都把情报称为信息，台湾称为资讯。广义上訊息泛指自然界和社会领域传递的一切消息。经过整理而有序化的訊息方可成为情报，也是狭义上訊息的概念。
图书馆学、情报学、档案学和文献学的联系紧密，但各有侧重。图书馆学侧重于图书馆业务流程和相关学科的研究，包括图书馆哲学、图书馆学理论、图书馆管理和图书馆业务技术等；情报学侧重于情报的分析和利用，包括情报学理论、情报采集、情报分析、情报检索以及二次、三次文献编辑利用，目前情报技术也是研究热点之一。与图书馆学相比，情报学的技术性更强。文献学侧重于研究文献的产生、流传、鉴别和利用问题。档案是一类特殊的文献，可以说是专业文献学之一种，在管理上较多的借鉴图书馆管理和技术方法。
这些都是比较新兴的学科，处于不断发展之中，各个流派对其认识不尽相同.
图书馆訊息学就是研究訊息的组织整理，以及通过图书馆等平台实现訊息传递与传播，从而保障訊息有效查询与获取的学问。
图书馆訊息学包括：
- 出版学
- 图书馆学
- 信息学（旧称情报学）
- 档案学
- 博物馆学
- 文献学
  - 古典文献学
- 知識管理